# Lijst van Haagse hoofdcommissarissen
Dit is een lijst van hoofdcommissarissen (vanaf 1991 korpschef) van de Haagse politie.
| Ambtsperiode | Naam                                 | Geboorte/sterfjaar | Afbeelding | Opmerking |
| ------------ | ------------------------------------ | ------------------ | ---------- | --- |
| 1856-1866    | J.A. (Jan) Waldeck                   | 1803-1888          |            | Vanaf 1834 politiecommissaris van Den Haag. Op 8 januari 1856 aangesteld als eerste Haagse hoofdcommissaris van politie. Broer van burgemeester Hubertus Cato Waldeck van Loosduinen.     |
| 1867-1870    | P.F. (Pierre) Blom                   | 1816-1870          |            | Commissaris van Politie in 1848, Hoofdcommissaris van Politie vanaf 1 maart 1867 |
| 1870-1900    | J.C. (Cornelis) van Schermbeek       | 1840-1902          |            | Abolitionist en deskundige op het gebied van de bestrijding van vrouwenhandel |
| 1900-1920    | H.J. (Hendrik) Versteeg              | 1855-1933          |            | Vader van de Amsterdamse hoofdcommissaris Hendrik Johan Versteeg jr. |
| 1920-1935    | François van 't Sant                 | 1883-1966          |            | Later secretaris van Koningin Wilhelmina en hoofd van de Centrale Inlichtingen Dienst |
| 1935-1940    | N.G. van der Meij                    | 1891-1961          |            | Ontslagen door de Duitsers na de dood van N.S.B.'er Peter Ton |
| 1940-1943    | P.M.C.J. (Petrus) Hamer              | 1891-1975          |            | 11 september 1940 aangesteld door de Duitsers. Oktober 1943 ontslagen door Rauter, wegens drankzucht en opzeggen lidmaatschap N.S.B. Na de oorlog veroordeeld tot 15 jaar gevangenisstraf |
| 1945-1952    | G.W. (Gerard) Valken                 | 1895-1987          |            | Eerste twee jaar als waarnemend hoofdcommissaris |
| 1952-1970    | J.H.A.K. (Jan) Gualthérie van Weezel | 1905-1982          |            | Bijnaam: Jan Hak, naar de initialen van zijn voornamen |
| 1970-1982    | C.N. (Kees) Peijster                 | 1922-1983          |            | Pionier bij de ontwikkeling van de moderne politieorganisatie |
| 1982-1997    | J.L. (Jan) Brand                     | 1937-2023          |            | In 1991 de eerste korpschef van de Politie Haaglanden |
| 1997-2003    | Jan Wiarda                           | 1940-2013          |            | |
| 2003-2007    | Gerard Bouman                        | 1952-2017          |            | |
| 2007-2013    | H.P. (Henk) van Essen                |                    |            | Vanaf 1 januari 2013 politiechef van de Regionale Eenheid Den Haag |
| 2013 - 2023  | Paul van Musscher                    |                    |            | Was daarvóór hoofd Operatien en tevens plaatsvervangend politiechef van de Regionale Eenheid Den Haag                                                                                     |
| 2023         | Karin Krukkert                       |                    |            | |